# 1181

## Събития
- Създаване на града Киров, в днешна Източна Русия.

## Родени
- 26 септември – Франциск от Асизи, италиански духовник